# Miss Dynamite (film)
Pour les articles homonymes, voir Miss Dynamite.
Pour plus de détails, voir Fiche technique et Distribution.
Miss Dynamite (Tutti fratelli nel west... per parte di padre) est un western spaghetti humoristique réalisé par Sergio Grieco et sorti en 1972.

## Synopsis
L'aventurier Gypo reçoit d'un vieux chercheur d'or un morceau d'une tablette, sur laquelle est gravé un itinéraire censé conduire à une mine. Pour reconstituer l'entièreté de la carte, il se met en quête des quatre morceaux manquants auprès des héritiers du vieil homme. Pour ce faire, il est aidé par Lulu Belle, une prostituée, alors que le reste des personnes qu'il croise ne cherchent qu'à lui mettre des bâtons dans les roues.

## Fiche technique
Sauf indication contraire, les informations mentionnées dans cette section peuvent être confirmées par la base de données cinématographiques IMDb,  présente dans la section « Liens externes ».
- Titre français : Miss Dynamite[1]
- Titre original : Tutti fratelli nel west... per parte di padre[2]
- Titre allemand : Fünf Klumpen Gold[3]
- Titre espagnol : Todos hermanos en el Oeste
- Réalisateur : Sergio Grieco
- Scénario : Sergio Grieco, Romano Migliorini, Gianbattista Musetto
- Photographie : Aldo De Robertis
- Montage : Carlo Reali
- Musique : Riz Ortolani
- Cascades : Valentino Pelizzi
- Production : Giovanni Addessi
- Société de production : Copercines Cooperativa Cinematográfica (Madrid), D.C. 7 Produzione (Rome), Terra-Filmkunst (Berlin)
- Pays de production :  Italie -  Allemagne de l'Ouest -  Espagne
- Langue originale : italien
- Format : Couleur par Technicolor - Son mono - 35 mm
- Durée : 96 minutes[2]
- Genre : Western spaghetti humoristique
- Dates de sortie :
  - Italie : 7 septembre 1972
  - Belgique : 4 octobre 1974
  - France : 3 novembre 1976[1]
  - Allemagne de l'Est : 7 avril 1984 ; Allemagne : 17 juin 1995

## Distribution
- Marisa Mell : Lulu Belle, dite « Miss Dynamite »
- Antonio Sabàto : Jonathan Poe, dit « Gypo »
- Peter Carsten : Tom Slattery
- Fernando Sancho : Colonel
- Giacomo Furia : Gennarino
- Esmeralda Barros : Une prostituée
- Franco Ressel : Red Fenton
- Franco Pesce (en) : Pigsty
- Pasquale Basile
- Federico Boido (sous le nom de « Rick Boido »)
- Andrea Scotti
- Nino Musco : Le tenancier
- Antonio Gradoli
- Carla Mancini
- Brigitte Skay : Une prostituée
- Lionel Stander : Lucky Capone